# Nagana

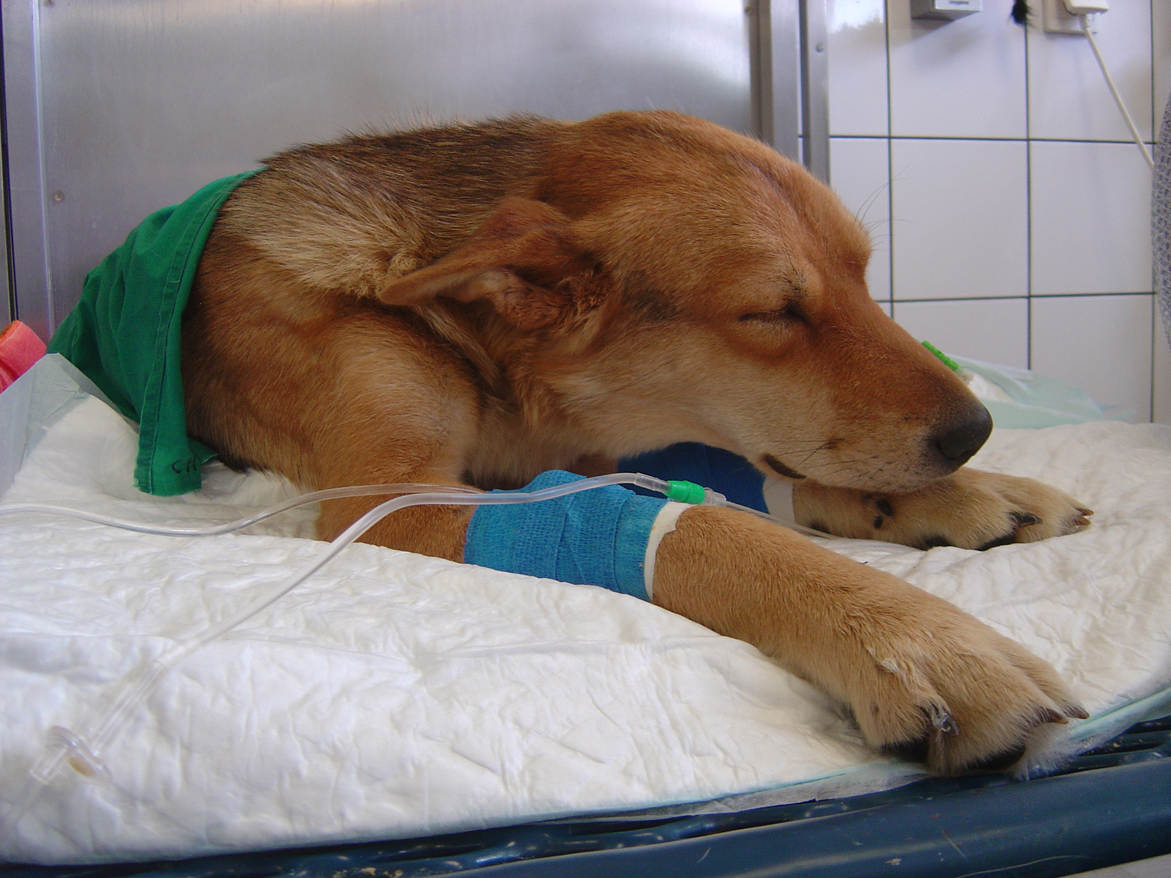
Wyniszczony pies cierpiący na naganę.

Nagana – pasożytnicza choroba wielu ssaków domowych i dzikich w Afryce równikowej, wywoływana przez świdrowce, przenoszona przez muchy tse-tse.

## Etiologia
Przyczyną choroby są 3 gatunki świdrowców:
- Trypanosoma brucei – świdrowiec nagany
- Trypanosoma congolense
- Trypanosoma vivax

## Epizootiologia
Choroba ta, będąc ściśle powiązana z muchą tse-tse, jest ograniczona do rejonu występowania tych owadów.
Rezerwuarem zarazy dla zwierząt domowych są wszystkie antylopy, u których inwazja pasożytnicza przebiega bezobjawowo. Choroba nagana może też pojawić się na terenach wolnych od much tse-tse, jednak przyległych do obszaru jej występowania i jest wtedy przenoszona mechanicznie przez bąki, które nie są jednak żywicielami świdrowców.

## Objawy
Okres inkubacji trwa od 4 do 14 dni. Wyróżniamy dwie postacie choroby:
1. postać ostra
2. przewlekła

- gorączka
- sztywność nóg
- zmiany w wątrobie
- zmiany w rdzeniu kręgowym
- duża śmiertelność